# Alexéi Komarov
Alexéi Komarov –en ruso, Алексей Комаров– (10 de diciembre de 1921-10 de mayo de 2013) fue un deportista soviético que compitió en remo.
Participó en los Juegos Olímpicos de Helsinki 1952, obteniendo una medalla de plata en la prueba de ocho con timonel. Ganó tres medallas de oro en el Campeonato Europeo de Remo entre los años 1953 y 1955.

## Palmarés internacional
| Juegos Olímpicos   | Juegos Olímpicos         | Juegos Olímpicos | Juegos Olímpicos |
| Año                | Lugar                    | Medalla          | Prueba           |
| ------------------ | ------------------------ | ---------------- | ---------------- |
| 1952               | Helsinki (Finlandia)     | Medalla de plata | Ocho con timonel |
| Campeonato Europeo |                          |                  |                  |
| Año                | Lugar                    | Medalla          | Prueba           |
| 1953               | Copenhague (Dinamarca)   | Medalla de oro   | Ocho con timonel |
| 1954               | Ámsterdam (Países Bajos) | Medalla de oro   | Ocho con timonel |
| 1955               | Gante (Bélgica)          | Medalla de oro   | Ocho con timonel |